# Gloria al bravo pueblo
Gloria al bravo pueblo è l'inno nazionale del Venezuela.
Inno patriottico del 1810, fu adottato come inno nazionale dal Presidente Antonio Guzmán Blanco il 25 maggio 1881. L'inno fu composto dal medico e giornalista José Vicente Salías e musicato in seguito da Juan José Landaeta. Tuttavia, recentemente alcuni studi attribuiscono ad Andrés Bello e Lino Gallardo la paternità, rispettivamente, di testo e musica.
Si dice che la melodia fosse conosciuta dal 1840 come la Marsigliese venezuelana, per la sua somiglianza con l'inno nazionale francese.
L'inno è stato modificato ufficialmente nel 1881 da Eduardo Calcaño, nel 1911 da Salvador Llamozas e nel 1947 da Juan Bautista Plaza. Quest'ultima versione è quella attualmente ufficiale, come sancito dalla Ley de Bandera Nacional, Himno Nacional y Escudo de Armas de la República del 7 marzo 2006 (che abroga la Ley de Bandera, Escudo e Himno Nacionales del 10 febbraio 1954).

## Testo e traduzione
la ley respetando la virtud y honor

Gloria al bravo pueblo que el yugo lanzó

la ley respetando la virtud y honor

¡Abajo cadenas! ¡Abajo cadenas!

Gritaba el Señor, gritaba el Señor

y el pobre en su choza Libertad pidió.

A este santo nombre tembló de pavor

el vil egoísmo que otra vez triunfó

A este santo nombre

A este santo nombre tembló de pavor

el vil egoísmo, que otra vez triunfó

El vil egoísmo, que otra vez triunfó.

Gloria al bravo pueblo que el yugo lanzó

la ley respetando la virtud y honor

Gloria al bravo pueblo que el yugo lanzó

la ley respetando la virtud y honor

Gritemos con brío, gritemos con brío,

¡Muera la opresión! ¡Muera la opresión!

Compatriotas fieles, la fuerza es la unión.

Y desde el Empíreo, el Supremo Autor,

un sublime aliento al pueblo infundió.

Y desde el Empíreo

Y desde el Empíreo, el Supremo Autor,

un sublime aliento al pueblo infundió

Un sublime aliento al pueblo infundió.

Gloria al bravo pueblo que el yugo lanzó

la ley respetando la virtud y honor

Gloria al bravo pueblo que el yugo lanzó

la ley respetando la virtud y honor

Unida con lazos, unida con lazos

el cielo formó, el cielo formó

la América toda existe en Nación.

Y si el despotismo levanta la voz,

seguid el ejemplo que Caracas dio.

Y si el despotismo

Y si el despotismo levanta la voz,

seguid el ejemplo que Caracas dio

Seguid el ejemplo que Caracas dio.

Gloria al bravo pueblo que el yugo lanzó

la ley respetando la virtud y honor

Gloria al bravo pueblo que el yugo lanzó

la ley respetando la virtud y honor»
la legge rispettando la virtù e l'onore

Gloria al popolo coraggioso che dal giogo si è liberato

la legge rispettando la virtù e l'onore

Via le catene! Via le catene!

Il Signore ha gridato, il Signore ha gridato

e il povero nella sua capanna Libertà ha chiesto.

A questo santo nome, tremò di terrore

il vile egoismo che altre volte trionfò

A questo santo nome

A questo santo nome, tremò di terrore

il vile egoismo che altre volte trionfò

il vile egoismo che altre volte trionfò

Gloria al popolo coraggioso che dal giogo si è liberato

la legge rispettando la virtù e l'onore

Gloria al popolo coraggioso che dal giogo si è liberato

la legge rispettando la virtù e l'onore

Gridiamo di gioia, Gridiamo di gioia,

Muoia l'oppressione! Muoia l'oppressione!

Fedeli compatrioti, la forza è l'unione.

E dall'Empireo, l'Autore Supremo,

un soffio sublime al popolo ha infuso.

E dall'Empireo

E dall'Empireo, l'Autore Supremo,

un soffio sublime al popolo ha infuso

Un soffio sublime al popolo ha infuso.

Gloria al popolo coraggioso che dal giogo si è liberato

la legge rispettando la virtù e l'onore

Gloria al popolo coraggioso che dal giogo si è liberato

la legge rispettando la virtù e l'onore

Unita con lacci, unita con lacci

che il cielo ha formato, che il cielo ha formato

L'America tutta esiste come Nazione.

E se il dispotismo alza la voce,

Seguite l'esempio che Caracas ha dato.

E se il dispotismo

E se il dispotismo alza la voce,

seguite l'esempio che Caracas ha dato

Seguite l'esempio che Caracas ha dato.

Gloria al popolo coraggioso che dal giogo si è liberato

la legge rispettando la virtù e l'onore

Gloria al popolo coraggioso che dal giogo si è liberato

la legge rispettando la virtù e l'onore»